# 卵巣過剰刺激症候群
卵巣過剰刺激症候群（らんそうかじょうしげきしょうこうぐん、英:  ovarian hyperstimulation syndrome)（OHSS）とは、排卵誘発剤に伴い多数の卵胞が発育することにより、卵巣腫大、下腹部痛などの症状を呈する症候群のこと
。

## 症状
hMG-hCG療法（ゴナドトロピン療法）によって排卵誘発を行った症例の20～30%に発症する。排卵誘発剤により多数の卵胞が発育し卵巣が腫大し、それにより下腹部痛を生じる。また血管透過性も亢進し、それにより腹水、胸水が生じ呼吸困難、乏尿となる。血液が濃縮されるため、血栓症を生じる。

## 治療
凝固予防にアスピリンやヘパリン、腎血流量を増やすためにドーパミンなどが使用される。循環血減少に対し輸液、膠質浸透圧低下に対し、蛋白製剤(アルブミン)投与が行われる。